# حق رأی زنان در کانادا

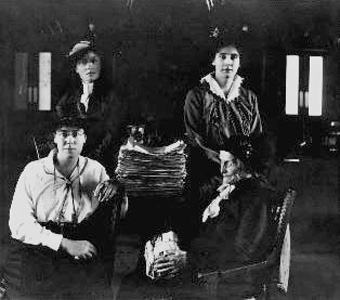
اتحادیه برابری سیاسی برای حق رأی زنان، وینیپگ، ۲۳ دسامبر ۱۹۱۵

حق رأی زنان در کانادا (انگلیسی: Women's suffrage in Canada) در زمان‌های مختلف در حوزه‌های قضایی مختلف نسبت به جمعیت‌های مختلف زنان رخ داده‌است. حق رأی زنان در سه استان آغاز شد. در سال ۱۹۱۶، زنان در منیتوبا، ساسکاچوان و آلبرتا حق رأی به دست آوردند. دولت فدرال در سال ۱۹۱۷ حق رأی به صورت محدود در زمان جنگ به برخی از زنان اعطا کرد و پس از آن در سال ۱۹۱۸ حق رأی کامل را مانند مردان اعطا کرد، یعنی نژادها و شرایط خاص از رأی‌دهی در انتخابات فدرال قبل از سال ۱۹۶۰ حذف شدند.

## تاریخچه
تا پایان سال ۱۹۲۲، تمام استان‌های کانادا، به جز کبک، به زنان سفیدپوست و سیاه‌پوست حق رأی کامل داده بودند، با این حال زنان آسیایی و بومی هنوز نمی‌توانستند رأی دهند. در نیوفاندلند، که در آن زمان یک قلمرو جداگانه بود، زنان در سال ۱۹۲۵ به جز زنان آسیایی و بومی حق رأی به دست آوردند. زنان در کبک، که آسیایی و بومی نبودند، تا سال ۱۹۴۰ حق رأی کامل به دست نیاوردند
حق رأی انتخابات شهرداری در سال ۱۸۸۴ به بیوه‌های صاحب دارایی و دوتابعیتی در استان‌های کبک و انتاریو به دست آمد. در سال ۱۸۸۶، در استان نیوبرانزویک، به تمام زنان صاحب دارایی، به جز زنانی که شوهرانشان رأی دهنده بودند حق رأی داده شد. در نوا اسکوشیا، در سال ۱۸۸۶; و در جزیره پرنس ادوارد، در سال ۱۸۸۸، به بیوه‌های صاحب دارایی و اسپینسترها حق رأی داده شد. 
زنان آسیایی (و مردان) تا پس از جنگ جهانی دوم در سال ۱۹۴۸ حق رأی نداشتند، زنان اینوئیت (en:Inuit women) تا سال ۱۹۵۰ حق رأی نداشتند، و تا سال ۱۹۶۰ بود که حق رأی (در انتخابات فدرال) به تمام زنان تعمیم داده شد. در سال ۱۹۹۳ به زنان زندانی (و مردان) که مدت محکومیتشان کمتر از دو سال بود، حق رأی داده شد، و زنان (و مردان) زندانی که محکومیت‌های طولانی تری را سپری می‌کردند، در سال ۲۰۰۲ حق رأی دادند.

## زمینه
علت حق رأی زنان در سال ۱۸۷۶، زمانی که امیلی استو برای طبابت به تورنتو آمد، آغاز شد.  او اولین و برای سال‌ها تنها پزشک زن در کانادا بود. استو، که به شدت به تمام مسائل مربوط به زنان علاقه‌مند بود، بلافاصله به عنوان یک سخنران در مورد موضوعاتی که تا حدودی جدید بود، در برابر عموم حاضر شد، «حوزه زنان» و «زنان در حرفه‌ها» موضوعات او بودند. او نه تنها در تورنتو، بلکه تحت نظارت مؤسسات مختلف در اتاوا، ویتبی و برادفورد سخنرانی کرد. پس از شرکت در جلسه انجمن آمریکایی برای پیشرفت زنان، در کلیولند در سال ۱۸۷۷، و ملاقات با بسیاری از زنان ایالات متحده، استو، پس از بازگشت به خانه، احساس کرد که زمان تشکیل اتحادیه ای مشابه در میان زنان کانادایی فرا رسیده‌است. با صحبت کردن با دوستش، هلن آرچیبالد، تصمیم گرفتند که انجمن حق رأی سیاسی نیست ایجاد کنند، اما در نوامبر ۱۸۷۷ چیزی را به نام «کلوب ادبی زنان تورنتو» سازمان دادند. 
در آغاز، حق رأی‌ها معمولاً برای زنان سفیدپوست طبقه متوسط بودند. این زنان تنها با هدف ارتقای موقعیت اجتماعی خود و در نتیجه ایجاد جامعه بهتر از حق رأی دفاع می‌کردند. با این حال، سیاهپوستان، اتحادیه‌ها، سوسیالیست‌ها و فعالان اعتدال از آنها حمایت کردند.

## باشگاه ادبی زنان تورنتو

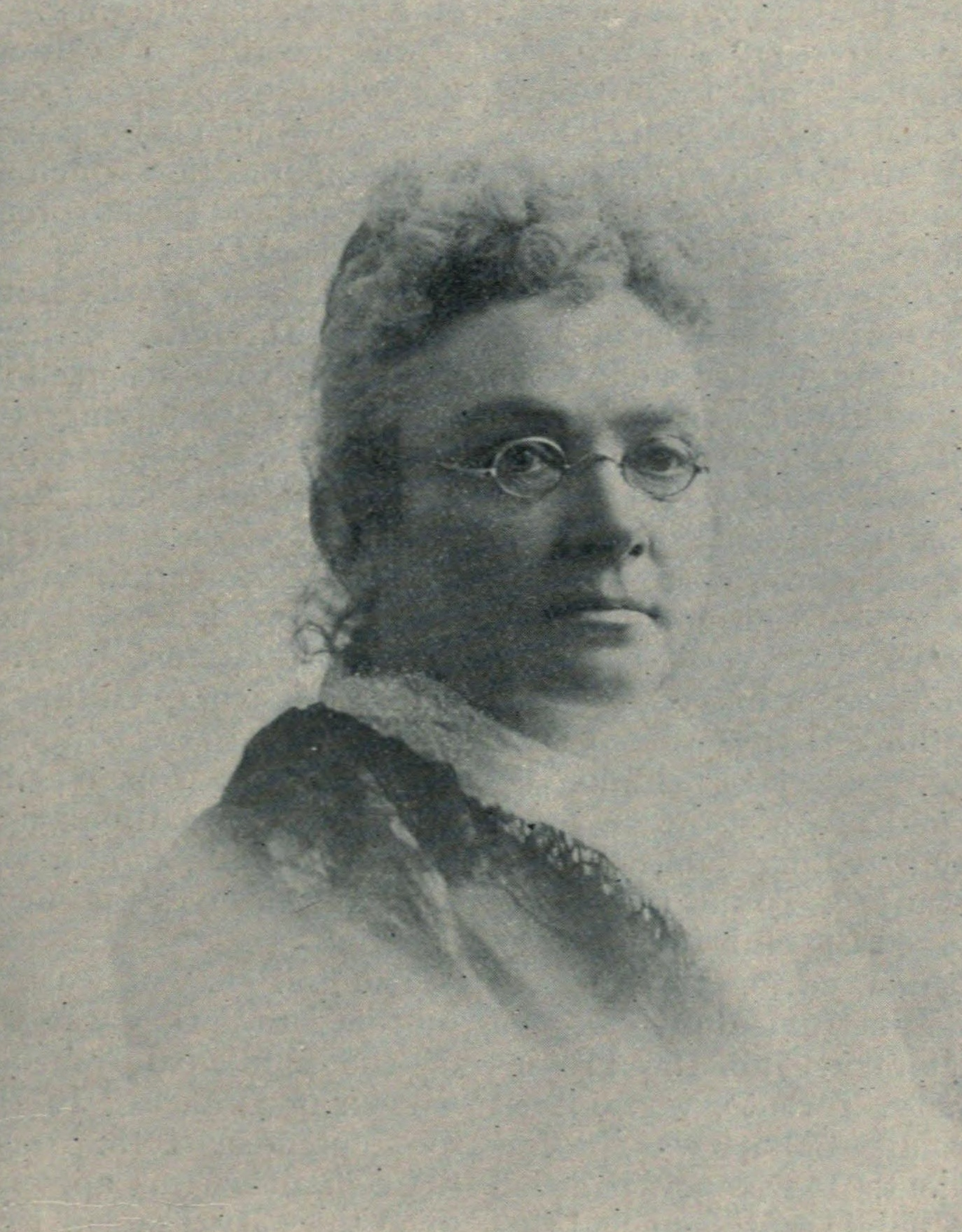
امیلی استو

در طول پنج سال بعد، این باشگاه رشد خارق‌العاده ای داشت و زنانی مانند مری مک دانل، دبلیو بی همیلتون، وای مکنزی، خانم جی. آستین شاو و دیگران را به جمع خود اضافه کرد. همچنین توجه بسیاری از مطبوعات را به خود جلب کرد. یکی از تواناترین دستیاران از همان ابتدا سارا آن کرزن بود که چندین سال ویراستار کانادایی سیتیزن بود. این روند باشگاه بود که هر پنجشنبه ساعت ۳ بعد از ظهر در خانه یکی از اعضا جلسه می‌گذاشتند. یکی از اولین تلاش‌ها در این راستا، مقاله‌ای به قلم آرچیبالد با عنوان «زن تحت قانون مدنی» بود که بحث‌هایی را برانگیخت و به عنوان مطالب آموزشی مورد استفاده قرار گرفت. در این سال‌ها نیز، عمدتاً از طریق کار باشگاه ادبی زنان، دانشگاه تورنتو به روی زنان باز شد. الیزا بالمر اولین دانشجوی دختر بود. 

## انجمن حق رأی زنان کانادا
در سال ۱۸۸۳ اعتقاد بر این بود که احساسات عمومی به اندازه کافی پیشرفت کرده‌است تا تشکیل یک انجمن منظم زنان را تضمین کند. در ۱ فوریه ۱۸۸۳، این باشگاه تشکیل جلسه داد و تصمیم گرفت: «... که با توجه به هدف نهایی که باشگاه ادبی زنان تورنتو برای آن تشکیل شد، یعنی پرورش احساسات عمومی به نفع حق رأی زنان، این باشگاه بدین وسیله منحل می‌شود تا انجمن حق رأی زنان کانادا تشکیل شود.»
ماه بعد، در ۵ مارس، در جلسه شورای شهر، باشگاه زنان تورنتو ادبی و پیشرفت اجتماعی درخواست استفاده از اتاق شورا را در ۹ مارس داد. هدف آنها این بود که گفتگویی را برای بحث در مورد توصیه اعطای حق رأی به آن دسته از زنانی که دارای صلاحیت مالکیتی بودند که به مردان حق داشتن آن را می‌داد، بحث کنند. و سپس اقدام به تشکیل یک باشگاه رأی کنند. بر این اساس، در آن تاریخ، جسی ترنبول مک ایون، رئیس وقت باشگاه، به همراه شهردار آرتور رادکلیف باسبول، جان هالام، الدرمن جان باکستر، جان ویلسون بنگوگ، توماس بنگوگ، توماس فیلیپس تامپسون حضور داشتند و انجمن حق رأی زنان کانادا به‌طور رسمی افتتاح شد و ۴۰ نفر خود را به عنوان عضو در آن ثبت نام کردند. 
اولین کاری که انجمن انجام داد، تضمین حق امتیاز شهرداری برای زنان انتاریو بود. در ۱۰ سپتامبر ۱۸۸۳، کمیته ای منصوب شد تا از شورای شهر بخواهد تا از دولت محلی درخواست کند تا لایحه ای را تصویب کند که حق امتیاز شهرداری را به زنان اعطا کند.
الیور موات که در آن زمان نخست‌وزیر استان انتاریو بود. از همان ابتدا، اعضای انجمن تشخیص دادند که حذف زنان متأهل از اعمال حق رأی، و اعطای آن فقط به زنان بیوه و مجرد، آشکارا ناعادلانه خواهد بود. با این حال، موافقت شد که انتقاد از لایحه حق رأی در مقابل مجلس، بر اساس اصل «نصف قرص بهتر از بی نان بودن» سیاسی نیست. بر این اساس، مخالفت‌ها کنار گذاشته شد و هر زنی در جهت تأمین این اصلاح جزئی تلاش کرد، هر چند در صورت ازدواج مستقیماً از آن بهره‌مند نمی‌شد. 